# Przemysław Trzeciak
Przemysław Trzeciak (ur. 1931) – polski historyk sztuki, nauczyciel akademicki, emerytowany profesor Akademii Sztuk Pięknych w Warszawie, autor wielu prac naukowych i publikacji popularyzujących historię sztuki, w tym historię architektury. Specjalista w zakresie sztuki Chin i Japonii.

## Życiorys
Uzyskał stopień naukowy doktora. Przez wiele lat był profesorem wykładającym historię sztuki w Akademii Sztuk Pięknych w Warszawie. Przed przejściem na emeryturę był zatrudniony w Międzywydziałowej Katedrze Historii i Teorii Sztuki warszawskiej ASP, w której pełnił funkcję kierownika.
Opublikował wiele prac na temat historii sztuki, w tym historii i teorii architektury. Część publikacji poświęcił sztuce chińskiej i japońskiej. Był redaktorem i współautorem dziesięciotomowej Sztuki świata opublikowanej przez Wydawnictwo „Arkady”, w której opublikował teksty na temat sztuki Chin i Japonii (ostatecznie 10-tomowy zbiór rozszerzono do 18 tomów).

## Wybrane publikacje
- Zagadnienia ochrony zabytków architektury (1957)
- 1000 tajemnic architektury (1962, 1967, 1980)
- Eglises de Pologne (1967)
- Hans Memling (1967, 1981)
- 250 razy o sztuce polskiej (1969, 1969, 1973)
- Przez polskie ziemie (1972); wyd. franc. A travers la Pologne (1972); wyd. ang.: Across Poland (1972)
- Przygody architektury XX wieku (1974, 1976)[2]
- Historia, psychika, architektura (1988; książka w serii Biblioteka Myśli Współczesnej)
- Idea i tusz Malarstwo w kręgu buddyzmu chan / zen (2002)
- Powieki Bodhidharmy: Sztuka herbaty dawnych Chin i Japonii (2009)[1][6]